# أحمد المستنصر بالله
 أبو القاسم أحمد المستنصر بالله الثاني هو أول الخلفاء العباسيين في القاهرة وقد امتدت فترة خلافته بضعة شهور فقط سنة 1261. قتل التتار الخليفة المستعصم بالله أخر الخلفاءالعباسيين في بغداد وبقيت الخلافة شاغرة ثلاث سنين ونصف تقريبا ثم وصل المستنصر بالله إلى مصر وكان ذلك في فترة حكم السلطان الظاهر بيبرس. كان سن الخليفة في ذلك الوقت 35 سنة.
لا يعرف بالضبط كيفية وصوله الي مصر. ربما قدم مع جماعة من عرب الحجاز إلى مصر أو أن الملك الظاهر بيبرس بعث من أحضره إليه من بغداد. عقد له الملك الظاهر مجلساً حضره جماعة من العلماء منهم الشيخ عز الدين بن عبد السلام شيخ الشافعية وقاضي قضاة مصر في ذلك الحين تاج الدين ابن بنت الأعز الشافعي. أثبت ابن بنت الأعز نسبه ثم بايعه الملك الظاهر بالخلافة. سافر الملك إلى الشام بصحبة الخليفة وجهز جيشا وأرسله إلى بغداد بقيادة الخليفة المستنصر بالله طمعاً أن يستولي عليها وينتزعها من التتار فخرج إليه التتار قبل أن يصل بغداد فقتلوه وقتلوا غالب عسكره لذلك كانت فترة خلافته فقط بضعة شهور وقيل أنه اختفى بعد أن انهزم الجيش ولم يعرف مصيره.